# Фортунат из Сполето
Фортунат (IV и V веков) — священник из Сполето. День памяти — 1 июня.
Святой Фортунат жил на рубеже IV и V веков. Предположительно он был родом из умбрийского городка Монтефалько. Его служение в качестве священника происходило в Торрита, что неподалёку.
Считается, что св.Фортунат крестьянским трудом добывал необходимое для существования, оставаясь для своих сограждан отличным примером трудолюбия и нестяжания. Он всегда был против скупости, которую считал одним из самых страшных и пагубных пороков.
По преданию, как-то раз, когда св. Фортунат намеревался утаптывать землю, он извлек из недр две, казалось бы, бесполезные монеты и подумал о том, чтобы положить их в карман. Ближе к вечеру, вернувшись с работ работы, он встретил на улице бедняка и решил подарить найденное ему. Чудесным образом тусклый свет заходящего солнца заставил монеты сиять, как чистое золото. Боясь стать жертвой скупости, святой крестьянин священник быстро спрятал маленькое сокровище в руки бедняка и отошёл.
После его кончины прихожане посадили посох, с которым он привык водить волов на пастбище. Посох как по чарам ожил, пустил корни, ветви и листья. Он рос, пока не превратился в большое тенистое дерево. Особенно вокруг него стало развиваться начальное почитание св. Фортуната: под его тенью верующие могли собраться, чтобы вспомнить чудесную жизнь своего святого доброго пастыря.
Церковь в его честь была построена позже в Турри, в Монтефалько, что в провинции Перуджа, где до сих пор стоит монастырь Сан Фортунато.
Римский мартиролог сообщает о святом:
Presso Montefalco in Umbria, san Fortunato, sacerdote, che, come si tramanda, povero egli stesso, provvide con assiduo lavoro ai bisogni dei poveri, mettendo la sua vita a servizio dei fratelli.